# Crowdstaffing
Crowdstaffing (ang. crowd – „tłum”, sourcing – „pozyskiwanie, zaopatrywanie się”) – proces, w ramach którego organizacja (firma, instytucja publiczna, organizacja non-profit) przeprowadza outsourcing zadań rekrutacyjnych wykonywanych tradycyjnie przez pracowników, do zwykle bardzo szerokiej grupy ludzi w formie open call – inaczej po prostu to proces rekrutacyjny, opierający się na rozbudowanej sieci mobilnych rekruterów, którzy za pomocą własnych kontaktów i poprzez system rekomendacji docierają do kandydatów o profilu zawodowym adekwatnym do konkretnego stanowiska.
Crowdstaffing jest metodą rekrutacji, która zakłada skorzystanie ze znajomości, koneksji i zasobów wielu osób jednocześnie – celem znalezienia pracownika. Istotnym elementem założenia jest to, że zaangażowani rekruterzy nie pochodzą z bezpośredniego otoczenia pracodawcy czyjego wewnętrznych zasobów, gdyż te źródła przed zleceniem powinny zostać już wyczerpane.

## Historia
W XVIII wieku europejscy władcy zwrócili się do tłumu (ang. crowd) o pomoc w rozwiązywaniu dokuczliwych wyzwań. Rząd brytyjski publicznie zaoferował nagrodę finansową każdemu, kto wymyśli najlepsze rozwiązanie dotyczące pomiaru długości geograficznej statku. Król Ludwik XVI poszedł w ślady rządu i zaproponował nagrodę dla osoby, która pomoże rozkładać sól morską na alkalia. A dzisiaj tłumy (ang. crowd) stały się partnerami z wyboru dla organizacji, które starają się odpowiedzieć na kłopotliwe pytania dotyczące innowacji i badań, które umknęły ich wewnętrznym zespołom.
Apple polega na niezależnych programistach przy projektowaniu aplikacji, które napędzają jej rozwój i ulepszają produkty, takie jak iPhone’y i iPady. Linux skonstruował cały system operacyjny w ramach współpracy typu open source. A kiedy zakłopotani biolodzy z University of Washington wyciągnęli rękę do tłumu, odpowiadający autorzy odkryli sposób na mapowanie struktury wirusa związanego z AIDS, który intrygował ekspertów akademickich i medycznych przez ponad 15 lat.

## Typy platform crowdstaffingowych
Platformy odgrywają różną rolę w zależności od potrzeb użytkowników. Inne korzyści mają rekruterzy, a inne organizacje poszukujące kandydatów do pracy.
Platformy crowdstaffingowe możemy podzielić na:
1. Platformy otwarte nie prowadzą weryfikacji rekruterów. Każdy, kto czuje, że ma potencjał, przestrzeń, chęci czy ambicje, może zacząć tam swoją przygodę[styl do poprawy] z rekrutacją i uczyć się fachu metodą prób i błędów. Klient – ma prawie nieograniczoną liczbę osób, które będą realizować jego projekt, dzięki czemu pula kandydatów może być większa, jednak nie koniecznie idzie to w parze z Jakością kandydatów i utrudnia komunikację.
2. Platformy zamknięte prowadzą selekcję rekruterów, stawiając przed nimi określone wymagania do wykonania w określonym czasie. Klient – otrzymuje mniejszą liczbę wyselekcjonowanych kandydatów, przygotowanych do dalszego procesu rekrutacyjnego, często jedną osobę do kontaktu po stronie partnera w rekrutacji.